# リチャード・M・マクール・ジュニア (ドック型輸送揚陸艦)
|          |                                                                        |
| 艦歴     |                                                                        |
| 発注     | 2018年2月23日                                                          |
| 起工     | 2019年4月12日                                                          |
| 進水     | 2022年1月5日                                                           |
| 就役     | 2024年9月7日                                                           |
| 母港     | バージニア州ノーフォーク                                               |
| 性能諸元 |                                                                        |
| 排水量   | 満載：25,300トン                                                       |
| 長さ     | 208.5 m (684 ft) 水線長：201.4 m (661 ft)                              |
| 幅       | 31.9 m (105 ft) 水線長：29.5 m (97 ft)                                 |
| 吃水     | 7 m (23 feet)                                                          |
| 機関     | CODAD方式、2軸推進 ターボチャージド・ディーゼル 4基、40,000 HP (30 MW) |
| 最大速力 | 22ノット (41 km/h)                                                     |
| 航続距離 | 8,000海里(18kt巡行時)                                                  |
| 乗員     | 士官28名、兵員333名                                                    |
| 兵装     | Mk 46 30mm機関砲 2門 RAM発射機 2基                                     |
| 艦載機   | CH-46 4機またはMV-22B 2機                                              |
| 上陸艇   | LCAC 2隻またはLCU 1隻                                                  |
| 兵員     | 650名                                                                  |

リチャード・M・マクール・ジュニア (USS Richard M. McCool Jr., LPD-29) は、アメリカ海軍のドック型揚陸艦。サン・アントニオ級ドック型輸送揚陸艦の13番艦。艦名は、元アメリカ海軍士官で名誉勲章受章者のリチャード・M・マクール・ジュニア氏に因んで命名された。

## 設計
サンアントニオ級12番艦の「フォート・ローダーデール」より搭載されている鋼材三脚型マストを引き続き採用している（本級での採用は2隻目）。同様に、艦内の仕様も11番艦までと比較して大幅な変更が行われており、揚陸部隊の搭載人数は650名に減少している。
レーダーには、レイセオン製のAN/SPY-6(V)2 EASR（フェーズドアレイレーダー）を搭載する。これは、アーレイ・バーク級ミサイル駆逐艦フライトIIIの1番艦であり、AN/SPY-6初の搭載艦である「ジャック・H・ルーカス」に続きアメリカ海軍では2例目である。